# Episodi di Torchwood (seconda stagione)
La seconda stagione della serie televisiva Torchwood, composta da 13 episodi, è andata in onda sul canale britannico BBC Two dal 16 gennaio al 4 aprile 2008.
In Italia è stata trasmessa da Jimmy dal 1º luglio al 30 settembre 2008.
| nº | Titolo originale     | Titolo italiano          | Prima TV UK      | Prima TV italiana |
| -- | -------------------- | ------------------------ | ---------------- | ----------------- |
| 1  | Kiss Kiss, Bang Bang | Il ritorno               | 16 gennaio 2008  | 1º luglio 2008    |
| 2  | Sleeper              | L'agente dormiente       | 23 gennaio 2008  | 14 luglio 2008    |
| 3  | To the Last Man      | Fino all'ultimo uomo     | 30 gennaio 2008  | 21 luglio 2008    |
| 4  | Meat                 | Carne                    | 6 febbraio 2008  | 28 luglio 2008    |
| 5  | Adam                 | Adam                     | 13 febbraio 2008 | 4 agosto 2008     |
| 6  | Reset                | Reset                    | 13 febbraio 2008 | 11 agosto 2008    |
| 7  | Dead Man Walking     | La mietitrice di anime   | 20 febbraio 2008 | 15 agosto 2008    |
| 8  | A Day in the Death   | Tra la vita e la morte   | 27 febbraio 2008 | 19 agosto 2008    |
| 9  | Something Borrowed   | Un matrimonio memorabile | 5 marzo 2008     | 26 agosto 2008    |
| 10 | From Out of the Rain | Intrappolati in un film  | 12 marzo 2008    | 2 settembre 2008  |
| 11 | Adrift               | Alla deriva              | 19 marzo 2008    | 9 settembre 2008  |
| 12 | Fragments            | Frammenti                | 21 marzo 2008    | 16 settembre 2008 |
| 13 | Exit Wounds          | La fine e il principio   | 4 aprile 2008    | 30 settembre 2008 |

## Il ritorno
- Titolo originale: Kiss Kiss, Bang Bang
- Diretto da: Chris Chibnall
- Scritto da: Chris Chibnall

### Trama
Durante la caccia ad un pesce palla alieno, dopo una lunga assenza, Jack ritorna. Nonostante Gwen insista sul sapere dove sia stato, Jack continuerà a tenere i suoi segreti all'oscuro. Nella stessa notte a Cardiff appare John Hart, ex compagno di lavoro e di letto di Jack, che chiede aiuto per ritrovare delle cariche esplosive. Ma il suo vero scopo, per il quale non esiterà davanti a nulla, è mettere le mani su un raro diamante di una donna che, uccisa da John, ha in serbo una "sorpresa" per lui. Quelli del Torchwood dovranno, seppur a malincuore, aiutarlo. Intanto Jack cerca di instaurare una complicità con Gwen ma scopre che si è fidanzata ufficialmente con Rhys.
- Altri interpreti: James Marsters (capitano John Hart), Tom Price (PC Andy Davidson), Paul Kasey (pesce palla alieno), Inika Leigh Wright (ologramma di donna)

## L'agente dormiente
- Titolo originale: Sleeper
- Diretto da: Colin Teague
- Scritto da: James Moran

### Trama
Due ladri entrano in una casa per derubare una giovane coppia, ma vengono improvvisamente massacrati. Esaminando la donna, Beth Halloran, quelli del Torchwood scoprono che in realtà è un agente alieno posto "in sonno", che attende di essere risvegliato per dare origine all'invasione. Ma proprio l'intrusione della squadra "risveglia" sia Beth che altri tre agenti dormienti: due esplodono insieme ai loro obiettivi, il terzo (David) tenta di far esplodere un deposito di materiale nucleare appena fuori Cardiff. Beth, presa coscienza della propria pericolosità, si farà sparare.
- Altri interpreti: Nikki Amuka-Bird (Beth Halloran), Dyfed Potter (Mike Lyndon), Doug Rollins (David), Paul Kasey (Weevil)

## Fino all'ultimo uomo
- Titolo originale: To the Last Man
- Diretto da: Andy Goddard
- Scritto da: Helen Raynor

### Trama
Tommy Brockless è un soldato inglese della prima guerra mondiale conservato tramite criogenizzazione nel Nucleo, che viene svegliato una volta all'anno. Un giorno infatti verrà rimandato nel 1918 definitivamente per evitare che uno slittamento delle due realtà temporali porti conseguenze catastrofiche. Quando questo avviene, si pone anche il problema che Toshiko è innamorata di lui.
- Altri interpreti: Anthony Lewis (Tommy Brockless), Roderic Culver (Gerald Carter), Siobhan Hewlett (Harriet Derbyshire), Lizzie Rogan (infermiera)

## Carne
- Titolo originale: Meat
- Diretto da: Colin Teague
- Scritto da: Catherine Tregenna

### Trama
Un incidente di un camion della ditta dove lavora Rhys fa scoprire al Torchwood un commercio di carne aliena. Rhys non ci vede chiaro e segue Gwen, e appena la vede in compagnia di Jack pensa che lo stia tradendo. Una volta giunto nel magazzino, Jack e Gwen notano Rhys parlare con due dipendenti del posto e pensano che possa essere coinvolto nella vicenda. In realtà Rhys stava per cacciarsi nei guai, ma riesce a cavarsela e si finge amico di un ex dipende per indagare. Alla fine Gwen decide di confessare tutto a Rhys e lo mette a conoscenza di Torchwood. Per questo anche lui collabora con la squadra per impedire il commercio di carne e uccidere l'alieno. In seguito Jack ordina a Gwen di dare a Rhys una pillola per fargli perdere la memoria, ma lei si rifiuta e minaccia di licenziarsi. In parallela all'episodio Toshiko ci prova con Owen, ma lui sembra non accorgersi dell'interesse della collega; Jack invece è sempre più attratto da Gwen.
- Altri interpreti: Pattie Clare (Ruth), Garry Lake (Vic), Gerard Carey (Greg), Matt Ryan (Dale)

## Adam
- Titolo originale: Adam
- Diretto da: Andy Goddard
- Scritto da: Catherine Tregenna

### Trama
Adam Smith è un alieno che ha il potere di creare ricordi nelle persone, semplicemente sfiorandole, in modo che queste possano riconoscerlo come amico fidato. Grazie ai suoi poteri Adam riesce a entrare nel team di Torchwood. Seguendo l'istinto di sopravvivenza, Adam mostra una tendenza a usare con inventiva e cattiveria i suoi poteri. Ribalta la situazione di Toshiko, una promiscua decisionista con cui Adam ha una relazione, e di Owen, un timido impacciato innamorato non corrisposto per Toshiko. Infine permette a Jack di riesumare le memorie represse dei suoi ultimi ricordi piacevoli con la sua famiglia prima della morte di suo padre e della scomparsa di suo fratello Gray. Gwen perde il ricordo di Rhys che, non avendo più assunto la pillola dell'amnesia, aggredisce Jack pensando che le sia successo qualcosa che le abbia fatto perdere la memoria. Intanto Jack comincia ad avere strane visioni sul suo passato e Adam lo convince a farsi confessare la sua storia. Owen si comporta in modo strano con Toshiko e le confessa di amarla, ma la ragazza trova la confessione inopportuna. Ianto, leggendo il suo diario, scopre che di Adam non c'è mai stata traccia, e sospetta di lui. Adam gli dice che creare falsi ricordi nelle persone è il suo modo di sopravvivere e, nel farlo, la vittima, oltre ad acquisire nuovi ricordi, corre il rischio di perderne altri, motivo per cui Gwen non ricorda più Rhys. Nel dubbio di farsi scoprire, Adam crea dei nuovi ricordi in Ianto, facendogli credere che è un assassino e portandolo alla follia. Così decide di chiedere aiuto a Jack che scopre che l'artefice di tutti gli strani eventi è Adam, alché lo imprigiona e tentando di far riacquistare la memoria al suo team, Gwen dice di amare Jack. Assumendo la pillola dell'amnesia quelli del Torchwood cancelleranno il ricordo di Adam, uccidendolo, e dimenticheranno tutto ciò che è accaduto nelle ultime 48 ore.
- Altri interpreti: Bryan Dick (Adam Smith), Paul Kasey (Weevil), Demetri Goritsas (padre di Jack), Lauren Ward (madre di Jack), Jack Montgomery (Jack giovane), Ethan Brooke (Gray), Rhys Myers (Adam Smith giovane)

## Reset
- Titolo originale: Reset
- Diretto da: Ashley Way
- Scritto da: J.C. Wilsher

### Trama
Martha Jones, membro della UNIT, ha riscontrato una serie di morti improvvise e si rivolge al team di Torchwood per un consulto. I membri del team, incuriositi dal rapporto amichevole tra Martha e Jack, mentre lavorano con la ragazza le domandano come abbia conosciuto Jack e lei fa riferimenti alle avventure con il Dottore. Scoprono che per Cardiff si aggira un aggressore che attacca le proprie vittime facendo iniezioni negli occhi che provocano uno shock tossico. Una delle vittime però sopravvive all'aggressione e confessa a Martha e Owen di aver preso un farmaco chiamato "Reset" ottenuto da una multinazionale chiamata "The Pharm" che ha lo scopo di eliminare tutti i tipi di malattia possibile. Poco dopo la sua rivelazione, la donna muore e dalla sua bocca sbuca uno sciame di zanzare. Si tratta di larve aliene, comprese nel medicinale, che vivono nei corpi umani e in caso di morte del corpo ospitante devono trovare subito un'altra vittima altrimenti rischiano anch'esse di morire. Inoltre vengono a conoscenza che il creatore del farmaco è Aaron Copley che pare aver trovato il rimedio a tutte le malattie, compreso cancro e diabete. Intanto Toshiko trova il coraggio di chiedere un appuntamento a Owen e lui accetta. Martha Jones prova ad infiltrarsi nel progetto sperimentale di Copley per scoprire cosa c'è dietro. Dopo aver trafugato le informazioni, la ragazza scappa ma viene catturata. Nel frattempo il team riesce a catturare l'aggressore delle iniezioni che spiega di averle fatte per attenuare gli effetti collaterali del farmaco. Purtroppo però scoprono che anche lui ospita una larva nel suo corpo che lo uccide. Dalle analisi di Martha, Copley scopre che i linfociti e le cellule della ragazza sono mutati a causa di radiazioni che non si trovano sulla Terra, motivo per cui pensa che la ragazza sia legata agli alieni e ai viaggi nel tempo. Il medico decide quindi di sottoporla al "Reset" contro la sua volontà. Non ricevendo più segnali di Martha, il team di Torchwood corre in suo aiuto. Nel tentativo di liberarla, Copley, prima di venire ucciso da Jack, uccide Owen.
- Special guest star: Freema Agyeman (Martha Jones)
- Altri interpreti: Alan Dale (Aaron Copley), Jacqueline Boatswain (Plummer), Jan Anderson (Marie Thomas), Rhodri Miles (Billy Davis)

## La mietitrice di anime
- Titolo originale: Dead Man Walking
- Diretto da: Andy Goddard
- Scritto da: Matt Jones

### Trama
Jack resuscita Owen con il secondo guanto della resurrezione, trovato nella chiesa abbandonata di St. Mary: hanno pochi secondi per dirgli addio. Dopo la confessione di Toshiko, Owen muore definitivamente ma dopo un po' rinviene. Anche se risulta morto, non avendo più battito, è vivo. Mentre il team indaga, Owen ha delle allucinazioni. Dopo alcune ricerche scoprono che in tempi antichi nella chiesa di St. Mary un prete resuscitò una giovane, ma con essa rievocò anche la Morte stessa la cui entità si è insediata nel guanto della risurrezione e che ora si è impossessata di Owen. L'entità, la mietitrice di anime, man mano preme per prenderne il controllo. Infatti tramite Owen la Morte stessa deve ottenere 13 vittime per regnare sulla Terra. Owen per cercare di evitare che l'entità che si è impossessata di lui prenda il sopravvento decide di farsi imbalsamare. L'entità però cerca di reagire e attacca il team con il guanto della resurrezione. Dopo aver attaccato Martha, trasformandola in un'anziana in fin di vita, Owen spara al guanto, distruggendolo e liberandosi della Morte che gira per Cardiff mietendo vittime. Alla fine sarà Owen ad affrontare la Morte e sistemare le cose, facendo tornare Martha giovane.
- Special guest star: Freema Agyeman (Martha Jones)
- Altri interpreti: Skye Bennett (piccola cartomante), Paul Kasey (Weevil), Joanna Griffiths (infermiera), Ben Walker (Jamie Burton)

## Tra la vita e la morte
- Titolo originale: A Day in the Death
- Diretto da: Andy Goddard
- Scritto da: Joseph Lidster

### Trama
Owen è sempre morto, ma continua a lavorare con la squadra anche se, nella sua condizione, Jack decide di sollevarlo da ogni incarico. Però quando bisogna entrare nella casa dell'eccentrico collezionista Henry Parker per scoprire una bomba aliena, solo lui può eludere i rilevatori di calore sparsi nella dimora. Poi, racconta la sua avventura a Maggie, una donna che tenta di buttarsi da un palazzo per porre fine al suo lutto. Alla fine Toshiko cerca di dargli il suo appoggio.
- Special guest star: Freema Agyeman (Martha Jones)
- Altri interpreti: Richard Briers (Henry Parker), Christine Bottomley (Maggie Hopley), Paul Kasey (Weevil)

## Un matrimonio memorabile
- Titolo originale: Something Borrowed
- Diretto da: Ashley Way
- Scritto da: Phil Ford

### Trama
Rhys e Gwen si stanno per sposare, ma la sera prima delle nozze Gwen viene morsa da un alieno mutaforme e la mattina si risveglia incinta di nove mesi. Rhys le propone di posticipare le nozze, ma Gwen non vuole anche se sarà costretta a darne spiegazione ai suoi genitori. La squadra di Torchwood sarà impegnata ad impedire che la compagna del mutaforme defunto, come vuole la sua natura, uccida la portatrice del feto. La mutaforme si imbuca al matrimonio di Gwen e dopo aver ucciso un ospite, intrappola il testimone di nozze e Toshiko. Durante la cerimonia, Jack interrompe il matrimonio, facendo infuriare Rhys, e la convince a farsi operare. Dopo aver liberato Toshiko vanno a caccia della mutaforme che scappa seminando panico tra gli invitati. Alla fine sarà Rhys a usare un congegno alieno per eliminare il feto, mentre Jack ucciderà il mutaforme.
- Altri interpreti: Nerys Hughes (Brenda Williams), Sharon Morgan (Mary Cooper), William Thomas (Geraint Cooper), Robin Griffith (Barry Williams), Collette Brown (Carrie), Danielle Henry (Megan), Ceri Ann Gregory (Trina), Jonathan Lewis Owen (Banana Boat), Morgan Hopkins (Mervyn)

## Intrappolati in un film
- Titolo originale: From Out of the Rain
- Diretto da: Jonathan Fox Bassett
- Scritto da: Peter J. Hammond

### Trama
Vecchie pellicole d'inizio secolo, proiettate da Jonathan nel vecchio cinema "Electro" dei suoi genitori, portano alla luce due spiriti di una compagnia di girovaghi che girano per Cardiff e rapiscono il soffio vitale di persone, per poter avere sempre un pubblico con sé. I due spiriti rubano altre pellicole per evocare altri circensi. Quelli del Torchwood, indagando sugli strani eventi, riusciranno a eliminare gli spiriti, ma dei sei catturati ne riescono a salvare solo uno.
- Altri interpreti: Julian Bleach (capogirovago), Camilla Power (Pearl), Craig Gallivan (Jonathan Penn), Stephen Marzella (David Penn), Hazel Wyn Williams (Faith Penn)

## Alla deriva
- Titolo originale: Adrift
- Diretto da: Mark Everest
- Scritto da: Chris Chibnall

### Trama
Andy, agente di polizia e amico di Gwen, chiede alla donna di indagare su Jonah, un ragazzo scomparso misteriosamente. Tra i video di sorveglianza si nota che in quel posto c'è anche Jack. Così Gwen gli chiede spiegazioni, ma lui dice che si tratta di una coincidenza. Gwen si reca dalla madre della vittima, ancora affranta dalla perdita, e viene a sapere che possiede tanti filmati di eventi in cui sono presenti grandi folle perché crede che suo figlio sia scappato e possa trovarsi in una di quelle folle. Inoltre fonda un gruppo di sostegno per gente che ha perso una persona cara, e al quale partecipa anche Gwen per indagare meglio. La donna nota un notevole numero di partecipanti e intuitivamente capisce che le vittime siano scomparse per la stessa causa. Non a caso nota che le date e gli orari in cui le persone sono sparite corrispondono al momento in cui si apre la Fessura (che Torchwood sorveglia costantemente). Gwen e Toshiko si rendono conto che almeno una cinquantina di persone sono state risucchiate da essa. Jack vuole che Gwen lasci perdere l'indagine perché impossibile da gestire, in quanto una volta entrati nella Fessura si può finire in qualsiasi parte del tempo e dello spazio. Intanto Rhys parla di voler mettere su famiglia, ma Gwen non è d'accordo perché col suo lavoro impegnativo non può crescere dei figli. Nel frattempo Ianto lascia un indizio a Gwen, all'insaputa di Jack, per proseguire la sua indagine e scopre che il capitano Harkness gestisce di nascosto una sorta di ospedale per i pochi che, devastati dall'esperienza della Fessura, sono riusciti a ritornare e tra loro c'è anche Jonah, invecchiato e sfigurato: racconta infatti di essere stato catapultato in un futuro remoto in cui la Terra andava in fiamme ed è stato soccorso da una navicella di salvataggio. Gwen prova a portargli la madre Nikki, raccontando a quest'ultima la verità su Torchwood, e nonostante tutto è decisa a portarlo via con sé, ma essendo troppo malato l'infermiera dell'ospedale è contraria a farlo uscire.
- Altri interpreti: Tom Price (PC Andy Davidson), Ruth Jones (Nikki Bevan), Robert Pugh (Jonah Bevan adulto), Oliver Ferriman (Jonah Bevan ragazzo), Lorna Gayle (Helen)

## Frammenti
- Titolo originale: Fragments
- Diretto da: Jonathan Fox Bassett
- Scritto da: Chris Chibnall

### Trama
Jack, Ianto, Owen e Toshiko sono vittime di una trappola: vengono condotti in un edificio abbandonato dove esplodono cinque bombe, mettendo il team in pericolo. Solo Gwen è incolume siccome arriva tardi alla missione. Nell'incoscienza Jack, Ianto, Owen e Toshiko ricordano come hanno conosciuto Torchwood e di come sono entrati a farne parte.
Jack viene assunto durante il XVIII secolo da due donne, membri di Torchwood, che incuriosite dalla sua immortalità decidono di farselo alleato per combattere gli alieni. A capodanno del 1999, Jack scopre che Alex, un ex membro di Torchwood, ha ucciso tutti gli altri membri del team, a sua detta per pietà, perché aveva predetto una catastrofe tramite un amuleto; scoccata la mezzanotte del 2000, anche lui si suicida.
Nei tempi odierni (cinque anni prima), una donna ricatta Toshiko tenendo in ostaggio sua madre; costringe la ragazza a rubare segreti di Stato per costruire degli apparecchi di alta tecnologia e solo quando sarà soddisfatta del suo operato libererà la madre. La ricattatrice viene però intercettata e Toshiko finisce nella prigione della UNIT. Solo Jack, impressionato dalla genialità della ragazza, dopo 5 anni riuscirà a salvarla dall'ergastolo per assumerla a Torchwood.
21 mesi prima, mentre Jack combatteva con un Weewill, interviene in suo aiuto Ianto che sembra già conoscere l'esistenza di queste creature, siccome in precedenza lavorava nella Torchwood di Londra. Il ragazzo cerca di farsi notare per lavorare al Torchwood di Cardiff, e solo dopo aver aiutato Jack a catturare uno pterodattilo, uscito dalla Fessura, riuscirà a farsi assumere.
Quattro anni prima, Owen stava per organizzare il suo matrimonio con Katy, una ragazza che soffre di Alzheimer precoce. A seguito di altri accertamenti le viene diagnosticato un tumore al cervello, ma durante l'operazione Jack irrompe nella sala operatoria e scopre che nel cervello della ragazza vi era in realtà un alieno, causa dei suoi mali, che oltre a uccidere i medici, fa morire anche la ragazza. Owen, sconvolto, si fa prendere dal panico, ma Jack intenzionato a rapire l'alieno asportando il cervello della ragazza, stordisce il ragazzo. Owen racconta l'accaduto alla polizia, ma non viene creduto. Appena Owen rivede Jack lo aggredisce, ma lui lo tranquillizza e gli propone di lavorare a Torchwood per dare una svolta alla sua vita.
Jack, Toshiko, Owen e Ianto vengono salvati da Rhys e Gwen. Inoltre scoprono che le bombe sono state messe da John Hart, che sembra tenga in ostaggio suo fratello Gray.
- Altri interpreti: Paul Kasey (Weevil/pesce palla alieno), Noriko Aida (madre di Toshiko), Amy Manson (Alice Guppy), Heather Craney (Emily Holroyd), Skye Bennett (piccola cartomante), Julian Lewis Jones (Alex Hopkins), Simon Shackleton (Bob), Andrea Lowe (Katie Russell), James Marsters (capitano John Hart), Lachlan Nieboer (Gray)

## La fine e il principio
- Titolo originale: Exit Wounds
- Diretto da: Ashley Way
- Scritto da: Chris Chibnall

### Trama
Il capitano John Hart ha piazzato 15 bombe in giro per Cardiff. Un'esplosione nucleare e diverse razze aliene minacciano la città. Il team di Torchwood si rende conto che gli incidenti sono tutti programmati per creare scompiglio. Il capitano Hart porta Jack indietro nel tempo, attraverso la Fessura, nella Cardiff del 27 d.C. dove incontra Gray che lo pugnala per averlo accidentalmente abbandonato durante l'attacco alieno. Si viene a sapere che dopo lunghi anni di prigionia, Hart riesce a salvare Gray ormai cresciuto in cattività e che brama vendetta nei confronti del fratello che attuerà con l'ausilio di Hart, anch'esso vittima di Gray. Nel frattempo Toshiko e Ianto cercano di fermare l'esplosione nucleare, mentre Owen e Gwen controllano Cardiff. Gray ordina ad Hart di seppellire Jack vivo, ma prima lui gli lancia un anello. Successivamente Gray torna alla Cardiff odierna, ma viene intercettato da Toshiko che chiede a Gwen di indagare. La donna trova il capitano Hurt alla base di Torchwood, ma lui spiega di avere buone intenzioni. Infatti dice a Toshiko di mettersi in contatto con un segnale che dovrebbe emanare l'anello con cui è seppellito Jack al fine di scoprire il luogo in cui è sepolto, ma la donna non riceve nessun segnale. Nel frattempo però Gray riesce a risvegliare i Weevil per creare scompiglio, e il team nel tentativo di imprigionarli cade in una trappola di Gray. Poi spara a Toshiko che stava aiutando Owen a disattivare il reattore nucleare in procinto di esplodere. Improvvisamente dall'obitorio di Torchwood si sentono dei rumori e Gray scopre che in una delle casse è riposto Jack. Infatti il fratello, cambiando la sua storia, permette ai membri del Torchwood nel 1901 di captare un segnale sottoterra dove trovano Jack che chiede di essere ibernato per 107 anni. Nonostante tutto Jack perdona il fratello, ma Gray continua a odiarlo e per fermarlo lo addormenta per ibernarlo. Intanto Hart riesce ad attivare un segnale che rimanda i Weewil nelle fogne. Infine Toshiko, prima di morire, riuscirà a dare le indicazioni a Owen per fermare l'esplosione nucleare. Purtroppo però Owen rimarrà intrappolato nella base nucleare, morendo definitivamente. Nonostante il dolore, Jack, Gwen e Ianto vanno avanti.
- Altri interpreti: James Marsters (capitano John Hart), Lachlan Nieboer (Gray), Paul Kasey (Weevil/Hoix), Tom Price (PC Andy Davidson), Cornelius Macarthy (Charles Gaskell), Amy Manson (Alice Guppy)